# Tableau
Tableau是美国一家交互式商业智能数据可视化软件公司。用戶可以透過Tableau的产品查询关系数据库和電子試算表以及可视化數據。
该公司的创始人Christian Chabot、帕特里克·汉拉恩和Chris Stolte是史丹佛大學计算机科学系的研究人员。他们专门研究关系数据库的可视化技术，并于1999年至2002年在史丹佛大學创办了该公司，該公司于2003年在加利福尼亚州山景城正式成立，目前总部位于华盛顿州的西雅图。2019年，该公司被赛富时以157亿美元收购。

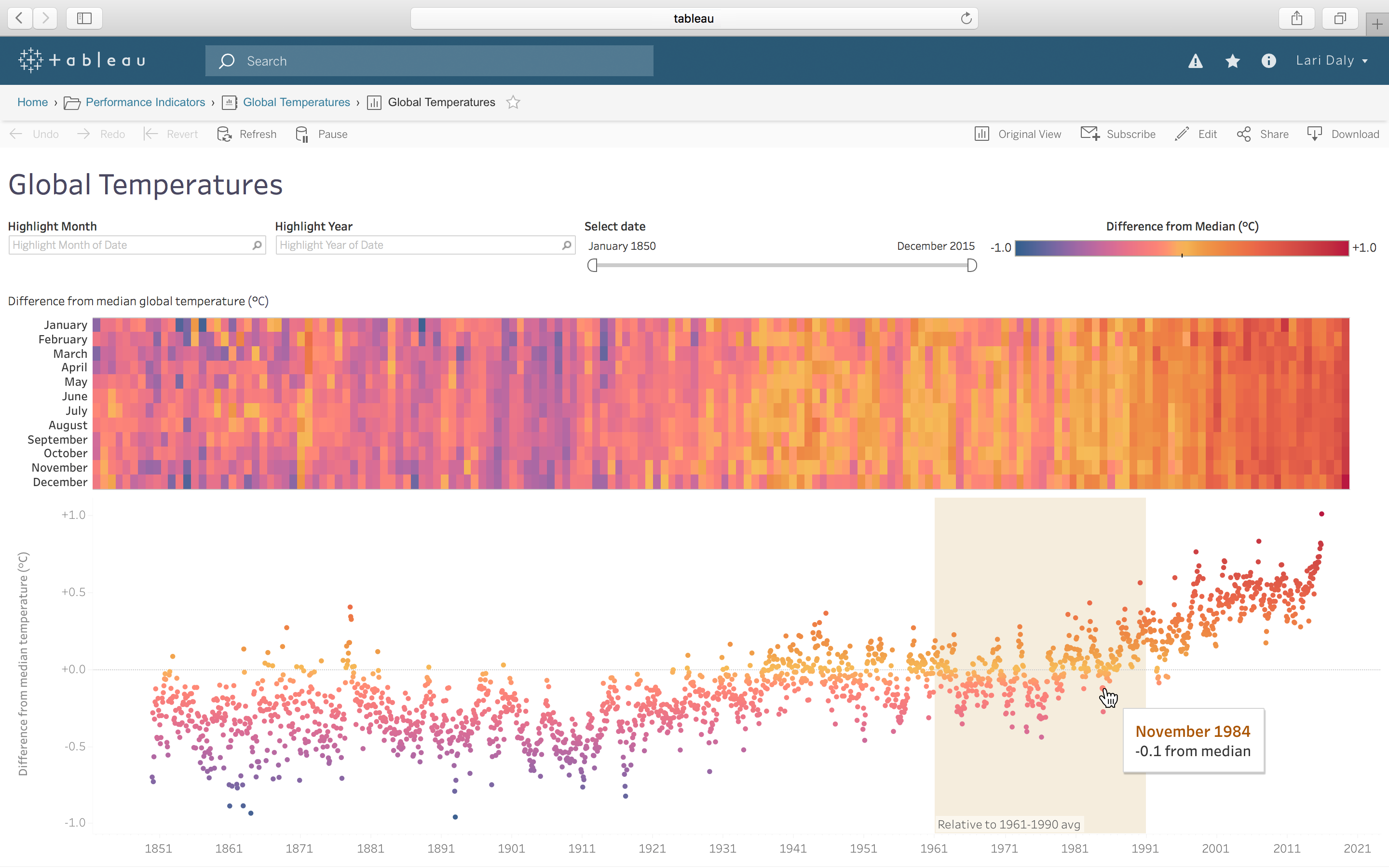
由Tableau產品创建的可视化數據

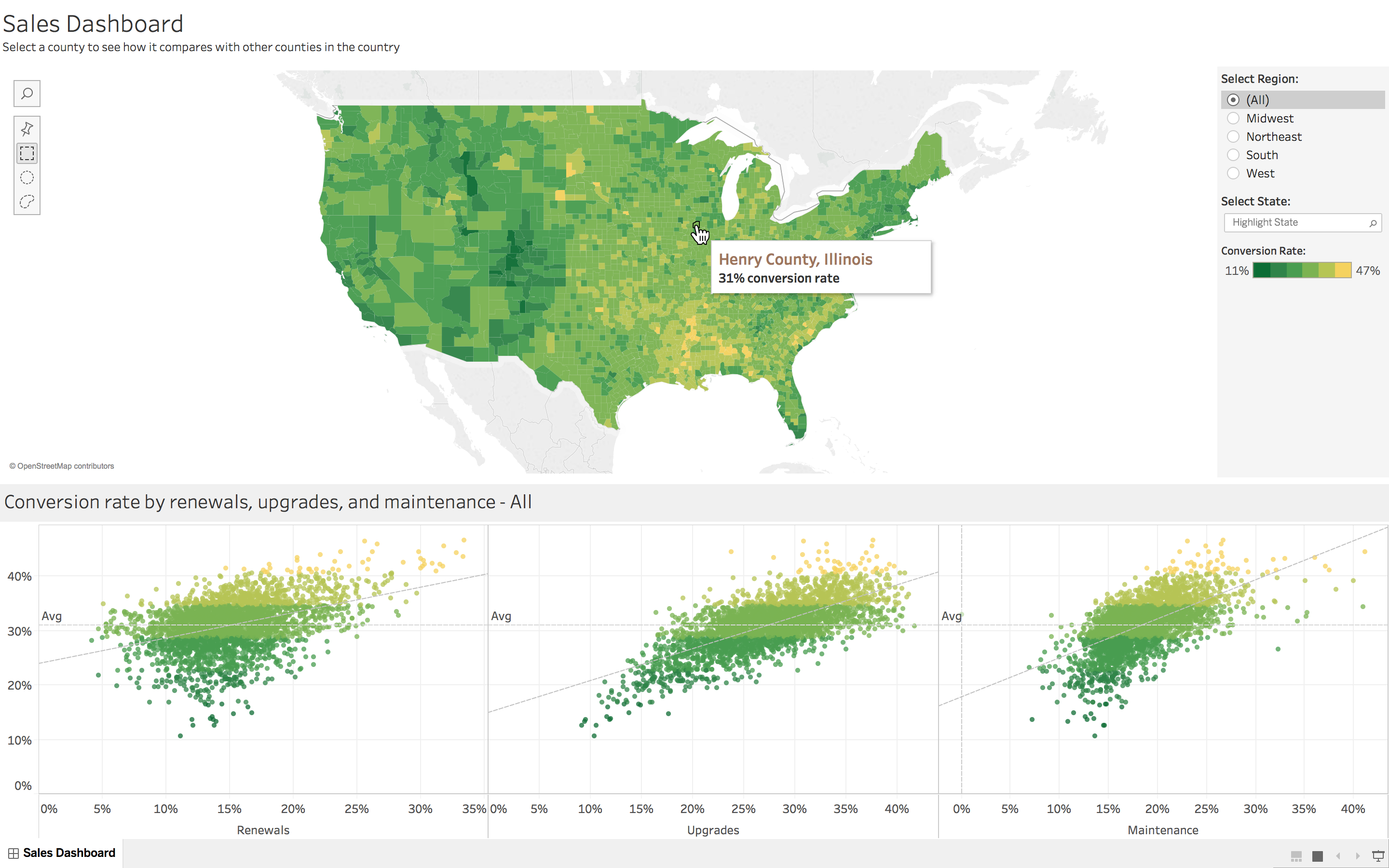
由Tableau產品创建的可视化數據

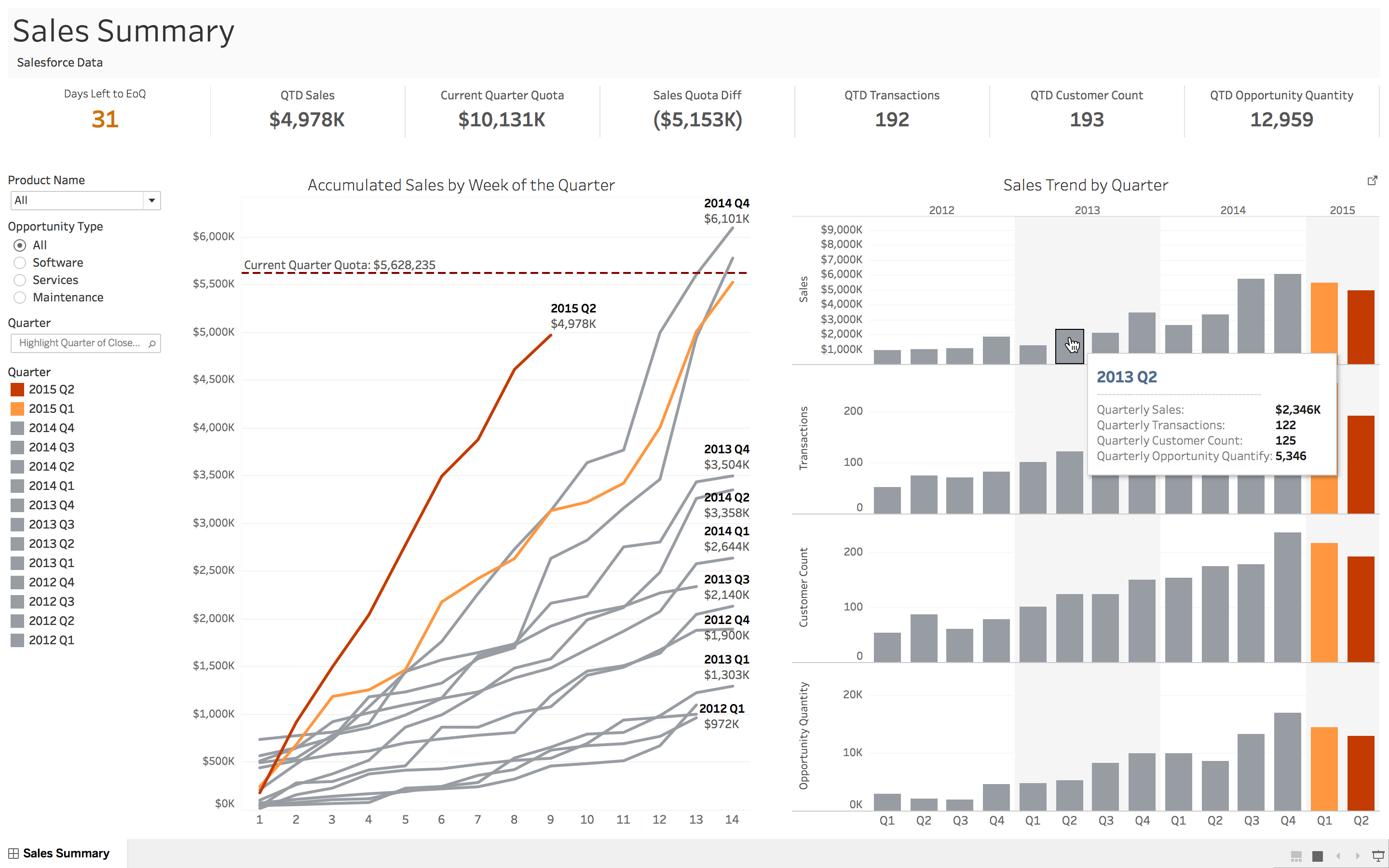
由Tableau產品创建的可视化數據

## 产品
- Tableau Desktop
- Tableau Prep
- Tableau Server
- Tableau Online
- Tableau Reader
- Tableau Public
- Tableau Mobile
- Tableau Bridge